# Tømmerupstillingen
Tømmerupstillingen var en del af Københavns Befæstning opført 1914 og sløjfet i 1919.
Tømmerupstillingen var en befæstet linje der, med flere batterier, gik tværs over Amager. Den udgik i øst ca. hvor den store rundkørsel ved Lufthavn Øst ligger i dag, gik mod Tømmerup hvor den fulgte sydsiden af Tømmerupvej og fortsatte mod vest til Koklapperne ca. hvor Ryumgårdsvej ender i dag ude ved fælleden.

## Eksterne links
- http://www.vestvolden.info/Toemmerupstillingen.htm Arkiveret 10. december 2013 hos  Wayback Machine
- http://befaestningen.thm-online.dk/temaer/pistolergennemtiden/jordogbeton/toemmerupstillingen/ (Webside+ikke+længere+tilgængelig)
- http://dinby.dk/dragoer/amager-under-1.-verdenskrig

| Københavns befæstning | Spire Denne artikel om Københavns Befæstning er en spire som bør udbygges. Du er velkommen til at hjælpe Wikipedia ved at udvide den. Det er særlig relevant hvis du kan bidrage med billeder (historiske eller nuværende) eller koordinater for de omtalte anlæg, også for de anlæg hvor der ikke mere er synlige spor. |

|  | Denne artikel om en bygning eller et bygningsværk kan blive bedre, hvis der indsættes et (bedre) billede. Du kan hjælpe ved at afsøge Wikimedia Commons for et passende billede eller lægge et op på Wikimedia Commons med en af de tilladte licenser og indsætte det i artiklen. |

|  | Denne artikel kan blive bedre, hvis der indsættes geografiske koordinater Denne artikel omhandler et emne, som har en geografisk lokation. Du kan hjælpe ved at indsætte koordinater i wikidata. |